# Rhynchostegium pinnicaule
Rhynchostegium pinnicaule är en bladmossart som beskrevs av Kindberg 1888. Rhynchostegium pinnicaule ingår i släktet näbbmossor, och familjen Brachytheciaceae. Inga underarter finns listade i Catalogue of Life.